# Bercianos del Páramo
Bercianos del Páramo ist eine Gemeinde (Municipio) mit 522 Einwohnern (Stand: 2024) in der Provinz León der Autonomen Gemeinschaft Kastilien-León. Die Gemeinde besteht neben dem namensgebenden Hauptort Bercianos del Páramo aus den Ortschaften Villar del Yermo und Zuares del Páramo.

## Geographie
Bercianos del Páramo liegt etwa 26 Kilometer südsüdwestlich von León in einer Höhe von ca. 820 m. 

## Bevölkerungsentwicklung
| Jahr        | 1900 | 1950 | 1970 | 1981 | 1991 | 2001 | 2011 | 2021 |
| ----------- | ---- | ---- | ---- | ---- | ---- | ---- | ---- | ---- |
| Einwohner   | 1286 | 1437 | 1399 | 1133 | 976  | 841  | 666  | 541  |
| Quelle: INE |      |      |      |      |      |      |      |      |

## Sehenswertes
- Vinzenzkirche in Bercianos del Páramo
- Christuskapelle

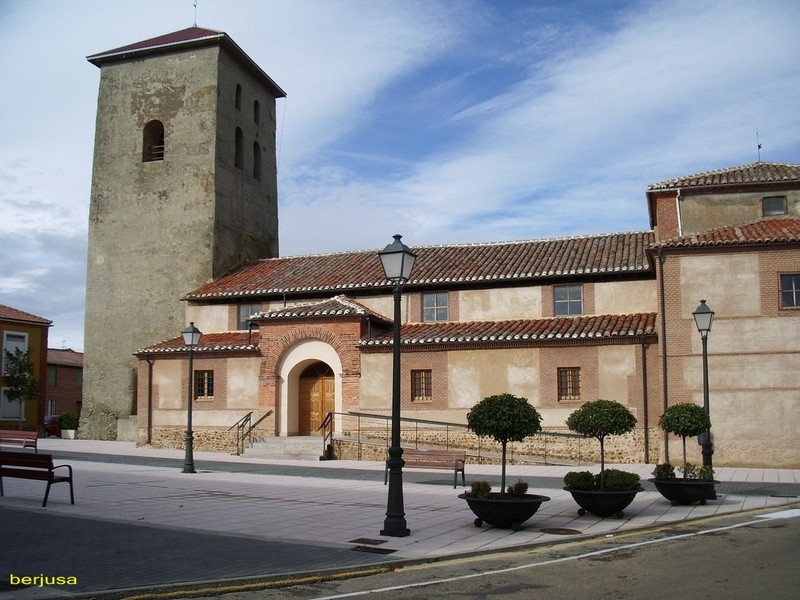
Vinzenzkirche
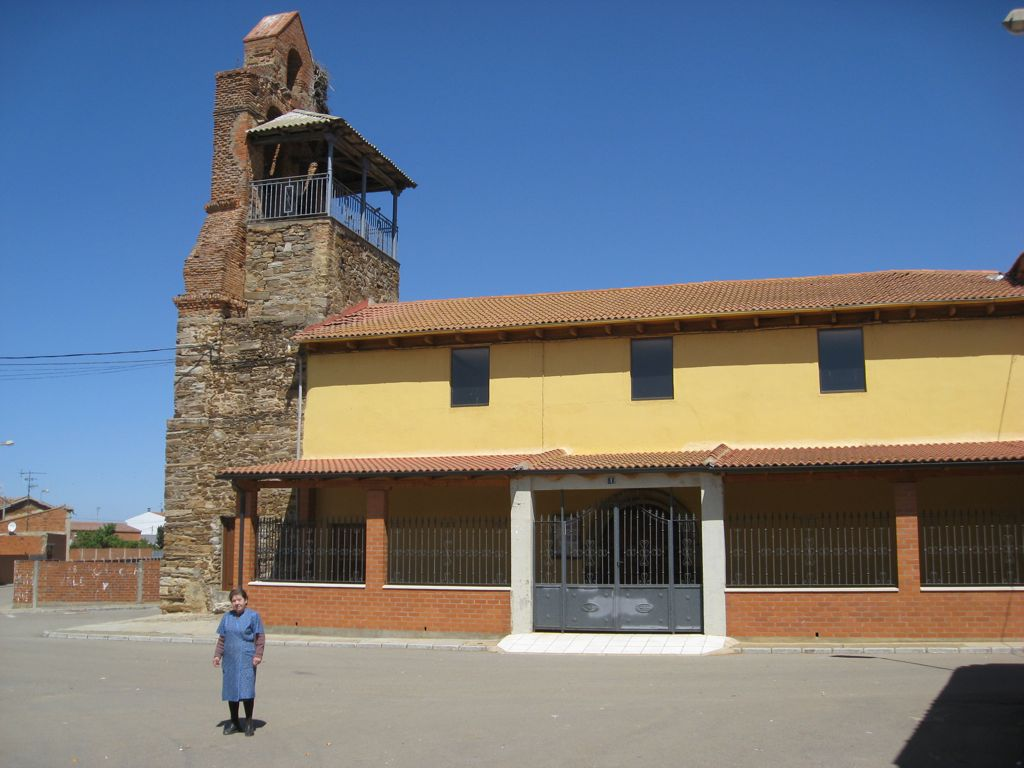
Kirche von Zuares del Páramo
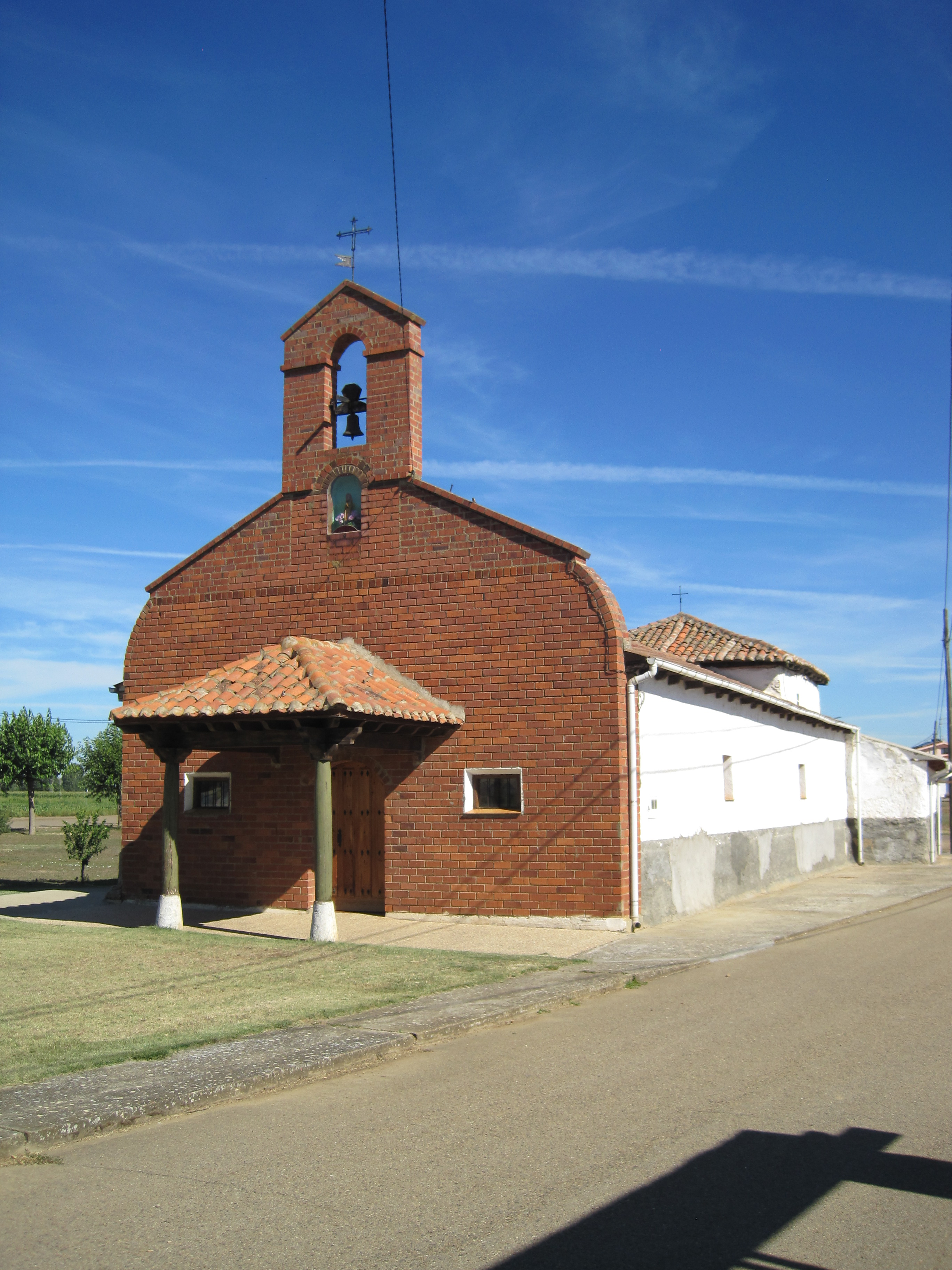
Christuskapelle
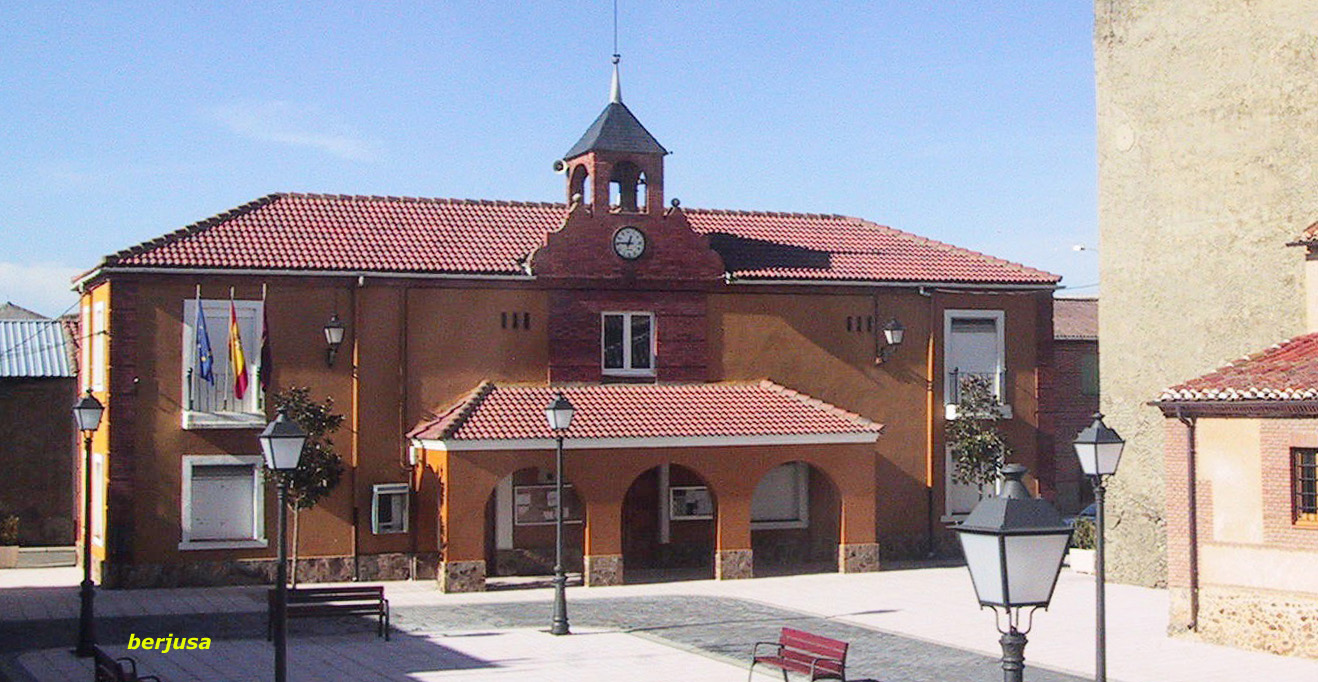
Rathaus